# Lijst van voetbalinterlands Kosovo - Moldavië
Deze lijst van voetbalinterlands is een overzicht van alle officiële voetbalwedstrijden tussen de nationale teams van Kosovo en Moldavië. De landen speelden tot op heden twee keer tegen elkaar. De eerste ontmoeting, een groepswedstrijd tijdens de UEFA Nations League 2020/21, werd gespeeld in Parma (Italië) op 3 september 2020. De laatste ontmoeting, eveneens een groepswedstrijd in de UEFA Nations League 2020/21, werd gespeeld op 18 november 2020 in Pristina.

## Wedstrijden
| № | Plaats   | Datum            | Competitie                  | Wedstrijd         | Uitslag |
| - | -------- | ---------------- | --------------------------- | ----------------- | ------- |
| 1 | Parma    | 3 september 2020 | UEFA Nations League 2020/21 | Moldavië – Kosovo | 1 – 1   |
| 2 | Pristina | 18 november 2020 | UEFA Nations League 2020/21 | Kosovo – Moldavië | 1 – 0   |

## Samenvatting
| Competitie          | Totaal gespeeld | Winst Kosovo | Gelijk | Winst Moldavië | Doelsaldo Kosovo – Moldavië |
| ------------------- | --------------- | ------------ | ------ | -------------- | --------------------------- |
| UEFA Nations League | 2               | 1            | 1      | 0              | 2 − 1                       |
| Totaal              | 2               | 1            | 1      | 0              | 2 − 1                       |

## Details

### Eerste ontmoeting
| UEFA Nations League 2020/21 (Parma, Italië, 3 september 2020): |       |                      |
| Moldavië                                                       | 1 – 1 | Kosovo               |
| Ion Nicolăescu 21'                                             | goals | 72' Benjamin Kololli |

### Tweede ontmoeting
| UEFA Nations League 2020/21 (Pristina, Kosovo, 18 november 2020): |       |          |
| Kosovo                                                            | 1 – 0 | Moldavië |
| Lirim Kastrati 31'                                                | goals |          |

FFK · 
Kosovaars vrouwenelftal · Kosovo U19 · Kosovo U17
2010 – 2019 ·
2020 − 2029
2014 · 
2015 · 
2016 · 
2017 · 
2018 ·
2019 ·
2020 ·
2021 ·
2022 ·
2023 ·
2024
Albanië ·
Andorra ·
Armenië ·
Azerbeidzjan · 
Bulgarije · 
Burkina Faso · 
Cyprus ·
Denemarken ·
Engeland ·
Equatoriaal-Guinea ·
Faeröer ·
Finland ·
Gambia ·
Georgië ·
Gibraltar ·
Griekenland ·
Guinee ·
Haïti ·
Hongarije ·
IJsland ·
Israël ·
Jordanië ·
Kroatië ·
Letland ·
Litouwen ·
Madagaskar ·
Malta ·
Moldavië ·
Montenegro ·
Noord-Ierland ·
Noord-Macedonië ·
Noorwegen ·
Oekraïne ·
Oman ·
Roemenië ·
San Marino ·
Senegal ·
Slovenië ·
Spanje ·
Tsjechië ·
Turkije ·
Wit-Rusland ·
Zweden ·
Zwitserland
FMF · A-internationals · Bondscoaches · Moldavisch vrouwenelftal · Moldavië U21 · Moldavië U20 · Moldavië U19 · Moldavië U18 · Moldavië U17 · Moldavië U16
1990 – 1999 ·
2000 – 2009 ·
2010 – 2019 ·
2020 − 2029
1991 · 1992 · 1993 · 1994 · 1995 · 1996 · 1997 · 1998 · 1999 · 2000 · 2001 · 2002 · 2003 · 2004 · 2005 · 2006 · 2007 · 2008 · 2009 · 2010 · 2011 · 2012 · 2013 · 2014 · 2015 · 2016 · 2017 · 2018 · 2019 · 2020 · 2021 · 2022 · 2023 · 2024
Albanië ·
Andorra ·
Armenië ·
Azerbeidzjan ·
Bosnië en Herzegovina ·
Bulgarije ·
Canada ·
Cyprus ·
Denemarken · 
Duitsland ·
El Salvador · 
Engeland ·
Estland ·
Faeröer ·
Finland ·
Frankrijk ·
Georgië ·
Gibraltar ·
Griekenland ·
Hongarije ·
Ierland ·
IJsland ·
Indonesië ·
Israël ·
Italië ·
Ivoorkust ·
Jordanië ·
Kaaimaneilanden ·
Kameroen ·
Kazachstan ·
Kirgizië ·
Kosovo ·
Kroatië ·
Letland ·
Liechtenstein ·
Litouwen ·
Luxemburg ·
Malta ·
Montenegro ·
Nederland ·
Noord-Ierland ·
Noord-Macedonië ·
Noorwegen ·
Oeganda ·
Oekraïne ·
Oostenrijk ·
Polen ·
Portugal ·
Qatar ·
Roemenië ·
Rusland ·
San Marino ·
Saoedi-Arabië ·
Schotland ·
Servië ·
Slovenië ·
Slowakije ·
Tsjechië ·
Turkije ·
Venezuela ·
Verenigde Arabische Emiraten ·
Verenigde Staten ·
Wales ·
Wit-Rusland ·
Zuid-Korea ·
Zweden ·
Zwitserland